# Avions Fairey
Avions Fairey fue la filial belga de la británica Fairey Aviation, que construía aviones para el gobierno belga. Posteriormente, se separó de la matriz británica y se convirtió en SONACA.

## Historia
A finales de la década de 1920, la Aéronautique Militaire (Fuerza Aérea Belga) se propuso reemplazar sus antiguos aviones. Por ello, oficiales belgas asistieron a la Exhibición Aérea de Hendon, donde vieron un Fairey Firefly IIM y conocieron al personal de Fairey. El Firefly IIM recorrió bases aéreas belgas en 1930 y obtuvo la aprobación de los pilotos. Esto dio lugar a un contrato para 12 Firefly IIM fabricados en el Reino Unido, seguidos de otros 33 aviones fabricados en Bélgica.
Fairey ya contaba con varios belgas en puestos clave en la empresa; Ernest Oscar Tips y Marcel Lobelle se habían incorporado durante la Primera Guerra Mundial. Tips viajó a Bélgica para fundar la filial. Estableció la nueva empresa cerca de Charleroi. El as de la aviación Fernand Jacquet, quien dirigía una escuela de vuelo cercana, se incorporó a la empresa en 1931.
Avions Fairey recibió más pedidos de Firefly IIM, seguidos por otros de Fairey Fox, que serían los aviones principales de la Fuerza Aérea Belga, siendo utilizados como cazas, bombarderos y aviones de entrenamiento.
E.O. Tips diseñó varias aeronaves civiles ligeras en Avions Fairey; la familia de aeronaves "Tipsy". Después del Tipsy de 12 kW (16 hp) de 1933, llegó el S.2 con un motor más potente de 24 kW (32 hp). El Tipsy B era un avión de entrenamiento con asientos lado a lado. El Tipsy M, un entrenador en tándem, fue diseñado para la Fuerza Aérea Belga, pero superado por el SV.4b. La serie Tipsy tuvo éxito y se vendieron los derechos de producción en el Reino Unido y Sudáfrica.
La mayor parte del trabajo de Avions Fairey se realizó en contratos militares. El contacto con el ejército belga llevó a Fairey a desarrollar el Fairey Fantôme como sucesor del Firefly IIM para los belgas. De los tres prototipos, dos llegaron a España (vía URSS) y el tercero acabó como avión de pruebas con la RAF.
Aunque en 1936 encargaron 12 Fairey Battle para reemplazar al Fox, no recibieron más pedidos hasta que se ordenó la construcción de Hawker Hurricane en Bélgica. Sin embargo, el 10 de mayo de 1940, la fábrica fue bombardeada intensamente por los alemanes.
El personal de la compañía fue evacuado a Francia y luego partió hacia Inglaterra. Su barco fue hundido por bombarderos alemanes en las afueras de Saint Nazaire y ocho empleados de Fairey murieron; los supervivientes trabajaron para la empresa matriz durante la Segunda Guerra Mundial.

### Posguerra
Después de la guerra, Avions Fairey reanudó sus operaciones en el aeródromo de Gosselies, cerca de Charleroi, prestando servicio a los C-47 Skytrain de la Fuerza Aérea; esta actividad se extendió luego a otros aviones.
Avions Fairey volvió a la producción como empresa conjunta con Fokker para construir aviones de combate Gloster Meteor: se construyeron 240 ejemplares entre las compañías para las fuerzas aéreas neerlandesa y belga.
El desarrollo del Tipsy continuó; al monoplaza Tipsy Junior le siguió el Tipsy Belfair. Las ventas fueron bajas debido al exceso de aviones exmilitares. En 1957, el Tipsy Nipper, un avión de muy bajo coste, se fabricó ensamblado o en kit.
En 1953, Avions Fairey recibió un contrato para producir 256 fuselajes de Hawker Hunter para las Fuerzas Aéreas de los Países Bajos y Bélgica. Este contrato duró hasta 1958. Avions Fairey continuó con los contratos de servicio y, en colaboración con SABCA, construyó bajo licencia los Lockheed F-104 Starfighter a partir de 1962.
Tras la adquisición de la empresa Britten-Norman por parte de Fairey UK, sus Islander se construyeron en Bélgica y Rumanía, y se inició una línea de producción de Trislander en Bélgica. Los Islander construidos en Rumanía continuaron siendo transportados a Britten-Norman para completar su certificación de vuelo, al igual que todos los aviones construidos en Bélgica. Fairey UK atravesó sus propias dificultades financieras y el Gobierno belga se hizo cargo de Avions Fairey para preservar el proyecto belga del F-16.
El 1 de junio de 1976 se creó la empresa SONACA a partir de Avions Fairey.

## Productos
- Avions Fairey Belfair
- Avions Fairey Junior
- Fairey Fantôme
- Fairey Firefly IIM
- Fairey Primer
- Tipsy B
- Tipsy S.2
- Tipsy Nipper